# Jakob Penn

Jakob Penn (um 1893)

Jakob Penn (* 3. Oktober 1839 in Laiflitz; † 6. März 1897) war ein deutscher Landwirt und Mitglied der Bayerischen Abgeordnetenkammer.

## Werdegang
Penn war Bürgermeister in Raindorf und später in Laiflitz. Als Kandidat der Patriotenpartei zog er bei der Landtagswahl 1881 als Vertreter des Wahlkreises Regen in die Kammer der Abgeordneten des Bayerischen Landtags ein, dem er bis zu seinem Tod im März 1897 angehörte.